# Eriachne bleeseri
Eriachne bleeseri là một loài thực vật có hoa trong họ Hòa thảo. Loài này được Pilg. mô tả khoa học đầu tiên năm 1927.

## Đặc điểm[2]
Cây Lâu năm, dày đặc búi. Thân mọc thẳng hoặc mọc thẳng đứng, mảnh khảnh, cao 15–42 cm, có 2 đốt. Các lóng giữa thân có vân, có lông tơ, có lông dạng củ. Các hạch giữa thân có râu. cành bên đơn giản. Bẹ lá chủ yếu ngắn hơn lóng thân liền kề. Viền có nhiều lông, dài 0,5 mm. Phiến lá cong hoặc uốn lượn, dạng sợi, hình nón hoặc không có nếp gấp, dài 10–23 cm, rộng 1–2 mm, cứng. Bề mặt phiến lá có lông tơ, có lông dạng củ.

### Cụm hoa
Cụm hoa kép, chùy, đầu mút. Cuống có lông ở trên. Chùy thuôn, hình mác, rời, dài 3–5 cm, rộng 0,5–1 cm. Cành sơ cấp dài 0,5–1,5 cm. Panicle nhánh mao quản.

### Gai con
Gai con đơn độc. Cuống dài 3–15 mm. Cụm hoa màu mỡ 2 hoa, bao gồm 2 hoa màu mỡ, không có rhachilla mở rộng, hình trứng, dẹt ở hai bên, hơi nén, dài 6–8 mm, tách ra khi trưởng thành. Spikelets phân chia bên dưới mỗi bông hoa màu mỡ. Mô sẹo hoa dài 0,3 mm, có râu, tù.

### Keo
Các nếp nhăn đối diện, dai dẳng, tương tự, mỏng hơn so với. Keo dưới hình elip hoặc thuôn dài, dài 3–4,3 mm, bằng keo trên, có màng, mỏng hơn nhiều ở rìa, có 7 dây thần kinh. Mặt dưới keo nhẵn, bóng. Lớp keo trên hình elip hoặc hình thuôn dài, dài 3–4,3 mm, bằng 50% chiều dài của bổ đề màu mỡ liền kề, có màng, có viền trong. Bề mặt keo trên nhẵn, bóng.

### Hoa
Phế màu mỡ hình mác, dẹt bên, dài 5–8 mm, có màng hoặc sụn. Trung vị (chính) mái hiên thẳng, dài tổng thể 1–1,5 mm. Palea dài 6 mm, 2 dây thần kinh. Bề mặt nhợt nhạt có vảy, nhẵn hoặc có lông, có lông ở giữa hoặc bên dưới. Quả nang 2. Bao phấn 3, dài 2,7 mm, màu vàng. Hạt dính với vỏ quả, hình elip hoặc thuôn, dài 1 mm, tù. Phôi 10% chiều dài hạt.

## Phân bố
Châu Úc. Vùng lãnh thổ phía Bắc: Darwin & Vịnh.